# Münchener Neues Testament
Das Münchener Neue Testament ist eine textnahe deutschsprachige Bibelübersetzung des Neuen Testamentes. Am Anfang (ca. 1970) stand ein von Otto Kuss angeregter Übersetzerkreis für seine Promovenden. Gängige Übersetzungen der Bibel wurden anfangs bewusst vermieden, Wortschöpfungen eher gesucht als verworfen und alles eingeklammert, was im griechischen Text keine Entsprechung hat. Später, als sich der Schülerkreis 1970 zum Verein Collegium Biblicum München (CBM) e. V. zusammenschloss und allmählich der Plan zur Veröffentlichung der Übersetzung entstand, wurden Kompromisse eingegangen, um „die Anstößigkeit des Textes nicht zu überziehen“. Die Übersetzung ist um konkordante Wiedergabe griechischer Wörter und Begriffe bemüht. Dennoch wurde nur mit einer „weitgehenden“ Konkordanz gearbeitet und das konkordante Prinzip nicht „um jeden Preis“ und nicht „mechanisch“ verfolgt (Auszüge aus dem Vorwort).
Als Grundlage für das Münchener Neue Testament dient die 26. Auflage von Nestle-Aland. Herausgeber sind Josef Hainz, Martin Schmidl, Josef Sunckel u. a. Erschienen ist es im Patmos Verlag, Düsseldorf.